# Playdead
Playdead ApS es una desarrolladora de videojuegos independientes danesa localizada en Copenhague. Los diseñadores de juegos Arnt Jensen y Dino Patti crearon la compañía en 2006 con el objetivo de  desarrollar Limbo, que fue lanzado al mercado en 2010 cosechando un gran éxito en crítica. Tras un año de exclusividad para Xbox 360, Playdead lanzó ports del juego en PlayStation 3, Microsoft Windows, macOS, IOS y Android.
Durante la conferencia de Xbox en el E3 de 2014, Playdead anunció su segundo juego, Inside, sucesor espiritual de Limbo. El juego fue lanzado en 2016 para Xbox One, Microsoft Windows, y PlayStation 4, triunfando en las críticas y siendo considerado un digno sucesor de Limbo.

## Historia
Arnt Jensen, exdesarrollador de IO Interactive, realizó unos bocetos en 2004 desde los que desarrolló el concepto de Limbo. Habiendo empezado él mismo con la programación, tuvo que buscar ayuda para crear un avance con contenido artístico en 2006. Esta circunstancia fue la que dio lugar a una reunión entre Jensen y Dino Patti. Patti se dio cuenta rápidamente de que el proyecto era inabarcable para ellos dos solos, y juntos fundaron la compañía, empleando sus propios fondos privados y también ayudas del gobierno antes de conseguir inversiones grandes. Playdead llegó a tener ocho empleados durante el desarrollo de Limbo, con ampliaciones temporales de hasta 16 externos. El éxito de Limbo les permitió recuperar la compañía de las manos de sus inversores, convirtiendo a Playdead en una compañía completamente independiente.
El mismo año del lanzamiento de Limbo, Playdead empezó trabajar en su Project 2, que más tarde se convertiría en Inside. El juego fue financiado parcialmente por el Danish Film Institute. Siendo considerado un sucesor espiritual de Limbo, Inside tiene muchos puntos en común, como el ser un plataformas en 2D (aunque la perspectiva de Inside sea 2.5D) y el emplear una paleta principalmente monocromática. Después de haber usado un motor propio para Limbo, Playdead empleó Unity para facilitar el desarrollo y un filtro anti-aliasing propio que fue lanzado en marzo de 2016 bajo una licencia de código abierto. El juego se anunció oficialmente en el E3 2014 con la fecha de lanzamiento prevista para 2015. Más tarde se retrasó a mediados de 2016 para mejorar el pulido. Durante este periodo de tiempo, la única versión jugable pública fue una demo en la PAX Albor en agosto de 2015. Martin Stig Andersen, creador de la banda sonora de Limbo, participó de nuevo en Inside, empleando para ello la técnica de conducción ósea con un cráneo humano. Inside fue lanzado primero en Xbox One y más adelante en Microsoft Windows, recibiendo incluso mejores valoraciones que Limbo.
Poco después del lanzamiento de Inside, el 19 de julio de 2016, Patti dejó la compañía, vendiendo sus acciones a Jensen. Patti sentía que dejaba Playdead "en un estado en el que sin duda podía continuar sola", y declaró "Tras casi diez años increíbles haciendo crecer Playdead desde una idea a dos hitos en la industria del videojuego, me voy para buscar nuevos retos." El diario danés Dagbladet Børsen informó que se había creado un abismo entre Patti y Jensen durante 2015, el cual Patti describió a Kotaku como "La duración de los próximos proyectos y el momento de mi vida en el que me encuentro.". Estas diferencias llevaron a Jensen a entregar una carta de dimisión a Patti en la que renunciaba a su posición como director creativo, aunque permaneciendo en la compañía como ejecutivo. La carta fue malinterpretada por Patti como una marcha de la compañía, y el nombre de Jensen fue retirado de Playdead en el Central Business Register. Esto dio lugar a un enfrentamiento entre ellos dos y sus respectivos abogados, quienes requirieron la intervención de la Danish Business Authority para resolverlo. Esto llevó a Patti a tener que aceptar un pago de 50 millones de coronas danesas (aproximadamente 7.2 millones de dólares estadounidenses) por sus acciones. Patti se sintió muy decepcionado por cómo terminó su involucración en Playdead, pero según sus declaraciones "Arnt ha sido buen amigo y socio empresarial durante muchos años". Tras estos acontecimientos, en junio de 2017, Patti fundó un nuevo estudio llamado Jumpship con sede en Reino Unido junto al animador de películas Chris Olsen.
El tercer juego de Playdead, del que se mostró una imagen en enero de 2017, será un "juego de ciencia ficción muy solitario en algún lugar del universo" según Jensen. Probablemente, este juego tendrá una perspectiva en tercera persona en un mundo 3D, ya que el propio Jensen ha dicho que el estudio "se ha cansado de las limitaciones 2D".

## Juegos desarrollados
| Año  |         | Título |                                                             |  | Plataforma(s) | Plataforma(s) | Plataforma(s) | Plataforma(s) | Plataforma(s) | Plataforma(s) | Plataforma(s) | Plataforma(s) | Plataforma(s) | Plataforma(s) | Plataforma(s) | Plataforma(s) | Plataforma(s) |
| Año  | Android | Título |                                                             |  | iOS           | Linux         | macOS         | PS3           | PS4           | Vita          | Win           |               |               | NS            |               | X360          | XOne          |
| 2010 | Sí      | Limbo  | \| Sí \| Sí \| Sí \| Sí \| \| \| No \| Sí \| No \| Sí \| \| |  | Sí            | Sí            | Sí            | Sí            | Sí            | Sí            | Sí            |               |               | Sí            |               | Sí            | Sí            |
| 2016 | No      | Inside |                                                             |  | Sí            | No            | Sí            | No            | Sí            | No            | Sí            |               |               | Sí            |               | No            | Sí            |
| Sí   | Sí      | Sí     | Sí                                                          |  |               |               |               |               |               |               |               |               |               |               |               |               |               |
| No   | Sí      | No     | Sí                                                          |  |               |               |               |               |               |               |               |               |               |               |               |               |               |